# Richard Clyde Taylor
Richard Clyde Taylor (5 de novembro de 1919 – 30 de outubro de 2003) foi um filósofo americano conhecido por suas contribuições à metafísica e à ética das virtudes. Ele também foi um apicultor internacionalmente reconhecido.

## Biografia
Richard C. Taylor nasceu em Charlotte, Michigan, em 5 de novembro de 1919, e obteve seu B.A. na Universidade de Illinois em 1941, seguido por um M.A. no Oberlin College em 1947. Em 1951, recebeu seu PhD na Universidade Brown, onde seu orientador foi Roderick Chisholm. Durante a Segunda Guerra Mundial, serviu como oficial de submarino.
Ao longo de sua carreira acadêmica, Taylor foi professor de Filosofia na Universidade Brown, na Universidade Columbia e na Universidade de Rochester (1965-1985). Foi chefe do Departamento de Filosofia em Rochester de 1966 a 1969. Também teve cargos visitantes em outras instituições, como Cornell, Hamilton College, Hartwick, Ohio State, Princeton, Union College e Wells College.
No início de sua carreira, Taylor publicou trabalhos sob o pseudônimo Diodoro Crono, em homenagem ao obscuro filósofo grego antigo de mesmo nome.

## Trabalho acadêmico
Taylor argumentava que o objetivo final da investigação filosófica moderna não deveria ser a acumulação de conhecimento dentro de uma escola de pensamento, algo que considerava inatingível. Em vez disso, defendia um retorno à visão antiga de que a filosofia é o amor pela sabedoria. Ele afirmava que "não existe tal coisa como conhecimento filosófico, nem qualquer maneira filosófica de conhecer algo".
Desafiando expectativas acadêmicas convencionais, Taylor admirava filósofos antigos como Tales, Epicuro, Platão e Aristóteles, além do pessimismo de Arthur Schopenhauer. No entanto, desprezava Kant e criticava a "tolice" de práticas religiosas organizadas, embora não se considerasse um humanista secular.
Taylor via os idealistas alemães pós-Kant como excessivamente preocupados em criar sistemas morais complexos baseados em regras objetivas. Seguindo Schopenhauer, ele argumentava que a "vontade" humana é mais fundamental que a racionalidade. Criticava o igualitarismo moderno e defendia a "compaixão" como fonte de valor moral, promovendo a excelência individual e uma vida virtuosa nos moldes gregos antigos, o que o qualificava como um "elitista" filosófico.
Paradoxalmente, Taylor também se descrevia como um humanista que acreditava em Deus, inspirado pelos mistérios da natureza. Suas visões eram próximas às de Sócrates, Espinoza, William James e, em menor grau, J. S. Mill.
Sem pretensões, Taylor criticava seu próprio trabalho filosófico, descrevendo parte dele como "pouco relevante". Mais tarde, abraçou o pacifismo, apesar de ter servido na Segunda Guerra. Ele valorizava o diálogo com os alunos e o estilo socrático em suas aulas, muitas vezes ministradas de forma descontraída, usando roupas simples e acompanhado por seu dálmata Polly.
Taylor contribuiu frequentemente para a revista Free Inquiry e foi membro da Academia Internacional de Humanismo. Em 1993, debateu William Lane Craig sobre "A Base da Moralidade é Natural ou Sobrenatural?".
Seu livro mais conhecido foi Metaphysics (1963). Outros incluem Action and Purpose (1966), Good and Evil (1970) e Virtue Ethics (1991). Taylor também editou The Will to Live: Selected Writings of Arthur Schopenhauer. Ele foi um defensor entusiasta da ética das virtudes. Também escreveu ensaios influentes sobre o sentido da vida, explorando o mito de Sísifo, como Albert Camus.
Seu ensaio de 1962 "Fatalismo" foi analisado por David Foster Wallace em sua tese de graduação, publicada em 2011 como Fate, Time, and Language: An Essay on Free Will.
Entre seus alunos destacam-se Norman Bowie, Myles Brand, Keith Lehrer e Peter van Inwagen.

## Apicultor
Além de sua carreira acadêmica, Taylor era um dedicado apicultor, com trezentas colmeias, produzindo principalmente mel em favo. Ele documentou suas técnicas em livros como The Comb Honey Book e The Joys of Beekeeping. Seu posto de venda de mel, em frente à sua casa no Lago Cayuga, operava no sistema de honra, com avisos gentis nas paredes.

## Morte
Taylor morreu em 30 de outubro de 2003, aos 83 anos, em sua casa em Trumansburg, Nova Iorque, devido a complicações de câncer de pulmão.

## Publicações
Entre as publicações de Richard Taylor estão:
- The Will to Live: Selected Writings of Arthur Schopenhauer. Ed. Richard Taylor. (1962)[27]
- Metaphysics por Richard Taylor (1963)[28]
- On the Basis of Morality por Arthur Schopenhauer, Richard Taylor, E. F. J. Payne (1965)[29]
- "Time, Truth and Ability". Analysis, coautor Steven Cahn (1965) 137-141 [30]
- Freedom and Determinism. Ed. Richard Taylor (1966)[31]
- Action and Purpose por Richard Taylor (1966)[32]
- "Dare to be Wise". The Review of Metaphysics (1968) 615-629 [33]
- Good and Evil: A New Direction por Richard Taylor (1970)[34]
- Freedom, Anarchy, and the Law: An Introduction to Political Philosophy por Richard Taylor (1973)[35]
- On the Fourfold Root of the Principle of Sufficient Reason. Arthur Schopenhauer. Introdução por Richard Taylor (1974) [36]
- The New Comb Honey Book por Richard Taylor (1981)[37]
- Ethics, Faith and Reason por Richard Taylor (1985)[38]
- Reflective Wisdom. por Richard Taylor (1989)[39]
- Virtue Ethics An Introduction por Richard Taylor (1991)[40]
- Restoring Pride: The Lost Virtue of Our Age (1996) por Richard Taylor[41]